# Guardamar del Segura (kommunhuvudort)
Guardamar del Segura är en kommunhuvudort i Spanien.   Den ligger i provinsen Provincia de Alicante och regionen Valencia, i den sydöstra delen av landet, 400 km sydost om huvudstaden Madrid. Guardamar del Segura ligger 35 meter över havet och antalet invånare är 16 329.
Terrängen runt Guardamar del Segura är platt. Havet är nära Guardamar del Segura österut.  Närmaste större samhälle är Torrevieja, 12,6 km söder om Guardamar del Segura. Trakten runt Guardamar del Segura består till största delen av jordbruksmark.